# La otra mitad del sol (telenovela mexicana)
La otra mitad del sol fue una telenovela mexicana producida por TV Azteca en 2005. Protagonizada por Anette Michel y Demian Bichir, con las participaciones antagónicas de María Renée Prudencio, Ari Telch y Fran Meric.
Las grabaciones se iniciaron el 1 de noviembre de 2004 y finalizaron el 1 de abril de 2005. Su estreno fue el 21 de febrero de 2005.

## Sinopsis
Felipe y Mariana se han amado siempre, pero en sus vidas anteriores. Sin embargo, sus historias de amor siempre terminaban trágicamente. El destino los une de nuevo en 2005, en Ciudad de México. Felipe es ahora un joven profesor universitario de antropología, infelizmente casado con Soledad, médico y también profesora universitaria de la ÚNICA, con un hijo llamado Santiago, y por supuesto Isabel (su amante y estudiante de antropología).
Tras las sucesivas mentiras y bloqueos de Felipe, su esposa lo convence de visitar a un psicoanalista para solucionar los problemas de pareja, que resulta ser Mariana, ¡la mujer que él ve constantemente en sus sueños y pesadillas! que le atormentan desde hace años, la terapia se deriva a la hipnosis para aclarar las pesadillas.
La historia se desarrolla principalmente en el momento actual y vuelve de nuevo a su existencia anterior a través de los sueños de Felipe y la hipnosis. Eventualmente, podrán descubrir sus "verdaderas" historias y toda la verdad acerca de la gente que les rodea, por lo que pueden reunir las dos mitades del sol.

## Elenco
- Anette Michel .... Mariana Robledo
- Demian Bichir .... Felipe Sáenz
- María Renée Prudencio .... Soledad de Sáenz
- Fran Meric .... Isabel Medina
- Patricia Bernal .... Martha
- Ari Telch .... Patricio Camacho
- Mónica Dionne .... Inés
- Irene Azuela .... Dulce
- Sofía Álvarez .... Margarita
- Ricardo Palacio .... José
- Sergio Bonilla .... Poncho
- Miguel Ángel Ferriz .... Daniel
- Iván Bronstein .... Uriel
- Carlos Padilla .... Santiago Sáenz
- Luis Rábago
- Arturo Beristáin
- Martha Navarro
- Rodrigo Cachero .... Eugenio
- Fabián Corres ..... Diego
- Georgina Tábora

## Versiones
- La otra mitad del sol es un remake de la telenovela colombiana "La otra mitad del sol", producida en 1996 por Cenpro Televisión de la mano de Juana Uribe, dirigida por Rodolfo Hoyos Vivas y protagonizada por Alejandra Borrero y Juan Ángel ; esta telenovela se transmitía en formato semanal, y tuvo buena acogida en el público colombiano.